# Bão Tembin (2017)
Bão Tembin (tên tại Philippines: Bão Vinta) (tên tại Việt Nam: Cơn bão số 16) là một cơn bão nhiệt đới, trong mùa bão ở Thái Bình Dương năm 2017 gây thiệt hại ở miền Nam Philippines. Nó là một trong 2 cơn bão mà ảnh hưởng tới nước này trong vòng 2 tuần. Tembin ban đầu được xếp loại là một áp thấp nhiệt đới vào ngày 16 tháng 12. Áp thấp này dần dần tăng cường và củng cố thành một cơn bão nhiệt đới vào ngày 20 tháng 12. Bão Tembin đã đổ bộ vào đảo Mindanao vào ngày hôm sau. Bão nhanh chóng đạt đến cường độ cao nhất vào ngày 24 tháng 12 lên với sức gió đo 1 phút là 85 kt (155 km/h-Cấp 2) theo thang Mỹ và cấp 12 (120 km/h) giật cấp 15 theo thang Việt Nam lúc này mắt bão đã rất phức tạp. Sau khi tiến vào huyện đảo Trường Sa bão tiếp tục nhanh chóng tiến vào Miền Nam Việt Nam tốc độ giảm xuống còn 15 20 km/h. Bão bắt đầu có dấu hiệu suy yếu dẫn và chỉ còn cấp 9 10 giật cấp 12. Sau đó do chịu sự ảnh hưởng không khí lạnh đã làm cho bão chệch nam. Cường độ bão còn cấp 8 cấp 9 giật cấp 11. Sau đó bão tiếp tục chệch nam và rẽ xuống Cà Mau đi ra khỏi miền Nam Việt Nam. Bão tiếp tục suy yếu thành một ATNĐ với cường độ cấp 5 cấp 6 giật cấp 8 và suy yếu dần thành vùng áp thấp.
Tính tới ngày 23 tháng 12, Tembin đã gây thiệt mạng trên 200 người ở Philippines, trong đó có năm người chết vì phà chìm do bão gây ra sóng lớn.

## Lịch sử khí tượng
Ngày 14 tháng 12, JTWC bắt đầu cảnh báo cho một vùng nhiễu động ở hướng đông nam nam, cách đảo Chuuk 620 km . Cơ quan Khí tượng học Nhật Bản sau đó đã tuyên bố rằng vùng nhiễu động này đã trở nên mạnh hơn và trở thành áp thấp nhiệt đới vào ngày 16 tháng 12. Do sự gia tăng nhanh chóng của sự đối lưu sâu với áp thấp này có được một môi trường thuận lợi, JTWC đã nâng cấp nó thành một áp thấp có cơ hội "trung bình" để phát triển thành một cơn bão nhiệt đới. Mặc dù áp thấp không tăng cường hơn nữa, JMA đã hạ cấp nó trở lại thành áp thấp khu vực vào ngày 18 tháng 12.
Đến ngày 20 tháng 12, áp thấp này đã đạt trở lại mức áp thấp nhiệt đới và JMA đã bắt đầu đưa ra cảnh báo. Cùng thời điểm này, JTWC đã ban hành một Cảnh báo Hình thành Cơn bão nhiệt đới. Cơ quan khí tượng Philippines PAGASA cũng tuyên bố rằng áp thấp này đã bước vào khu vực chịu trách nhiệm của họ, và đưa ra tên địa phương là Vinta. Đến 18:00 UTC cùng ngày, JMA đã nâng cấp áp thấp này lên mức bão nhiệt đới, với tên quốc tế Tembin, cơn bão có tên thứ hai mưoi bảy của mùa bão 2017. JTWC cũng nâng cấp nó thành bão nhiệt đới ba giờ sau đó và đặt tên nó là "33W"., với nhận xét cơn bão này đã nhanh chóng mạnh lên do sự đối lưu mạnh đã che đi tâm bão với độ lưu thông thấp của nó.
Vào ngày 21 tháng 12, hình ảnh vệ tinh cho thấy rằng dải hình thành bao quanh tâm của Tembin đang nằm trong một môi trường bị cắt nhỏ đến vừa phải với hơi nước ấm ở 29 °C (84.2 °F) khi khối không khí ẩm nóng này đã nâng cấp Tembin thành một cơn bão nhiệt đới. Đến 12:00 giờ UTC, JMA đã nâng cấp Tembin lên thành bão nhiệt đới mạnh. Ba giờ sau, hình ảnh sóng ngắn cũng cho thấy một lượng lớn không khí đối lưu vào trung tâm của nó, và do đó cơ quan này tăng tốc độ gió duy trì trong 1 phút của cơn bão lên 110 km/h. Sau đó, PAGASA thông báo rằng Tembin đã đổ bộ vào Cateel, Davao Oriental lúc 17:45 UTC.

## Phòng chống và thiệt hại

### Philippines
| thành phố           | Số người chết | Ref   |
| ------------------- | ------------- | ----- |
| Bukidnon            | 6             | [ 3 ] |
| Vùng Davao          | 4             | [ 4 ] |
| Iligan              | 1             | [ 3 ] |
| Lanao del Norte     | 135           | [ 4 ] |
| Lanao del Sur       | 27            | [ 3 ] |
| Misamis Occidental  | 1             | [ 3 ] |
| Quezon              | 5             | [ 5 ] |
| Zamboanga del Norte | 78            | [ 3 ] |
| Tổng cộng:          | 257           |       |

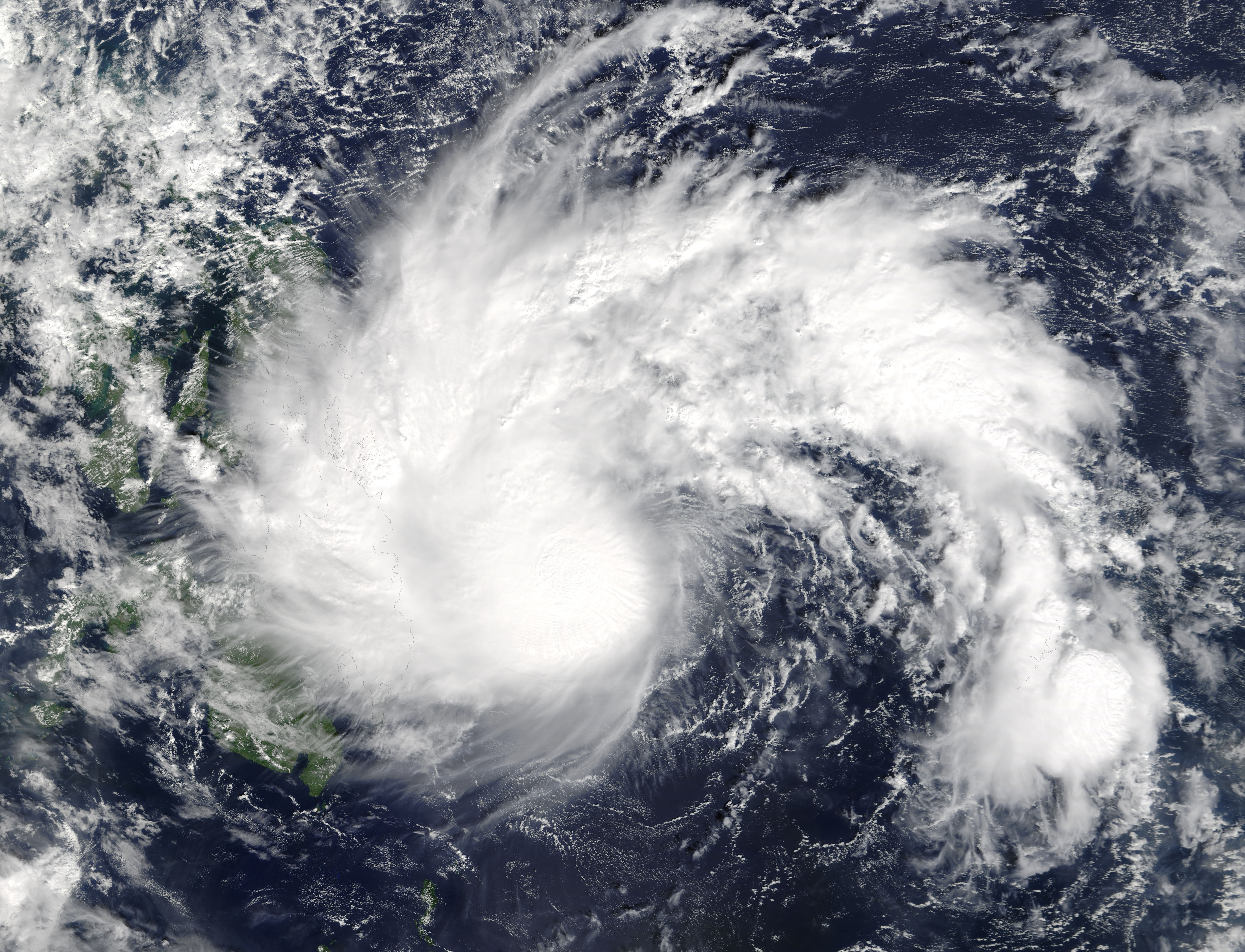
Bão nhiệt đới Tembin đổ bộ vào Philippines ngày 21 tháng 12

Bão nhiệt đới Tembin hôm 22/12 đổ bộ hòn đảo Mindanao với sức gió 95 km/h. Quan chức Cơ quan cứu trợ thiên tai quốc gia và cảnh sát Philippines ngày 23/12 cho hay bão nhiệt đới tấn công miền Nam Philippines đã gây ra lở đất và lũ lụt nghiêm trọng, khiến trên 200 người chết, chỉ riêng tỉnh Lanao del Norte có đến 69 người mất tích. Toàn bộ số thương vong trên xảy ra ở Mindanao.
Theo Hiệp hội Chữ thập đỏ và Trăng lưỡi liềm đỏ quốc tế, khoảng 70.000 người đã bị di dời hoặc bị ảnh hưởng bởi cơn bão. Biển động và mưa lớn ở Quezon đã làm chìm một phà với 250 khách trên đó tại Infanta, Quezon, làm 5 người chết. Tính đến ngày 24 tháng 12, 215 người đã chết tại quần đảo Mindanao, trong số đó có 135 người chết tại tỉnh Lanao del Norte. Ước tính thiệt hại theo NDRRMC đến nay là 157,8 triệu peso (3,15 triệu đô la Mỹ).

### Việt Nam
Ngày 23 tháng 12, quân đội và lực lượng chức năng các tỉnh Nam Bộ thực hiện di dời người dân đến các vị trí an toàn trước 12h ngày 25/12, sử dụng cả biện pháp cưỡng chế nếu cần, để đưa dân và tàu bè vào nơi trú ẩn. Các tỉnh Cà Mau, Bến Tre, Bình Thuận cấm tàu bè ra khơi đánh bắt và hoạt động trên biển kể từ 16h cùng ngày, với 743 tàu thuyền đã neo đậu về địa điểm an toàn.
Tại các tỉnh Nam Bộ, học sinh và sinh viên được nghỉ học từ sáng ngày 25 đến hết ngày 26/12.